# Bahnstrecke Lutterbach–Kruth
| X 73500 im Bahnhof Kruth |                                               |                                  |                                  |
| Streckennummer (SNCF): | 130 000                                       |                                  |                                  |
| Streckenlänge: | 32,035 km                                     |                                  |                                  |
| Spurweite: | 1435 mm (Normalspur)                          |                                  |                                  |
| Stromsystem: | Lutterbach–Thann Saint-Jacques: 25 kV 50 Hz ~ |                                  |                                  |
| Maximale Neigung: | 17 ‰                                          |                                  |                                  |
| Zweigleisigkeit: | (früher zwischen Lutterbach–Cernay)           |                                  |                                  |
| |                                               |                                  |                                  |
| \| \| \| von Mulhouse \| \| \| \| 0,000 \| Lutterbach \| 251 m \| \| \| \| nach Strasbourg \| \| \| \| \| Straßenbahn von Mulhouse \| \| \| \| 4,634 \| Graffenwald \| 273 m \| \| \| 9,147 \| Cernay (Haut-Rhin) \| 273 m \| \| \| \| nach Sentheim \| \| \| \| \| Vieux-Thann Z.I. \| \| \| \| 13,270 \| Vieux-Thann \| 329 m \| \| \| 14,384 \| Thann \| 337 m \| \| \| \| Thann Centre \| \| \| \| 15,497 \| Thann Saint-Jacques \| 345 m \| \| \| 15,637 \| ehemals Tunnel de Thann (50 m) \| ehemals Tunnel de Thann (50 m) \| \| \| \| Ende der Oberleitung \| \| \| \| 16,015 \| Tunnel de Bitschwiller (93 m) \| Tunnel de Bitschwiller (93 m) \| \| \| 17,857 \| Bitschwiller \| 360 m \| \| \| 19,178 \| Tunnel de Willer-sur-Thur (93 m) \| Tunnel de Willer-sur-Thur (93 m) \| \| \| 19,575 \| Willer-sur-Thur \| 372 m \| \| \| 20,517 \| Thur (69 m) \| Thur (69 m) \| \| \| 21,999 \| Moosch \| 396 m \| \| \| 24,139 \| Saint-Amarin \| 408 m \| \| \| \| Ranspach \| \| \| \| 27,239 \| Wesserling \| 439 m \| \| \| 28,431 \| Fellering \| 446 m \| \| \| \| nach Saint-Maurice-sur-Moselle[1] \| \| \| \| 29,400 \| (Thur; 27 m) \| (Thur; 27 m) \| \| \| 30,200 \| (Thur; 36 m) \| (Thur; 36 m) \| \| \| 30,680 \| Oderen \| 463 m \| \| \| 32,035 \| Kruth \| 479 m \| |                                               |                                  |                                  |
| Strecke |                                               | von Mulhouse                     | von Mulhouse                     |
| Bahnhof | 0,000                                         | Lutterbach                       | 251 m                            |
| Abzweig geradeaus und nach rechts |                                               | nach Strasbourg                  | nach Strasbourg                  |
| Abzweig mit U-Bahn geradeaus und von links |                                               | Straßenbahn von Mulhouse         | Straßenbahn von Mulhouse         |
| Bahnhof | 4,634                                         | Graffenwald                      | 273 m                            |
| Bahnhof | 9,147                                         | Cernay (Haut-Rhin)               | 273 m                            |
| Abzweig geradeaus und ehemals nach links |                                               | nach Sentheim                    | nach Sentheim                    |
| Haltepunkt / Haltestelle |                                               | Vieux-Thann Z.I.                 | Vieux-Thann Z.I.                 |
| Bahnhof | 13,270                                        | Vieux-Thann                      | 329 m                            |
| Bahnhof | 14,384                                        | Thann                            | 337 m                            |
| Haltepunkt / Haltestelle |                                               | Thann Centre                     | Thann Centre                     |
| Haltepunkt / Haltestelle | 15,497                                        | Thann Saint-Jacques              | 345 m                            |
| | 15,637                                        | ehemals Tunnel de Thann (50 m)   | ehemals Tunnel de Thann (50 m)   |
| |                                               | Ende der Oberleitung             |                                  |
| Tunnel | 16,015                                        | Tunnel de Bitschwiller (93 m)    | Tunnel de Bitschwiller (93 m)    |
| Bahnhof | 17,857                                        | Bitschwiller                     | 360 m                            |
| Tunnel | 19,178                                        | Tunnel de Willer-sur-Thur (93 m) | Tunnel de Willer-sur-Thur (93 m) |
| Bahnhof | 19,575                                        | Willer-sur-Thur                  | 372 m                            |
| Brücke über Wasserlauf | 20,517                                        | Thur (69 m)                      | Thur (69 m)                      |
| Bahnhof | 21,999                                        | Moosch                           | 396 m                            |
| Bahnhof | 24,139                                        | Saint-Amarin                     | 408 m                            |
| Bahnhof |                                               | Ranspach                         | Ranspach                         |
| Bahnhof | 27,239                                        | Wesserling                       | 439 m                            |
| Bahnhof | 28,431                                        | Fellering                        | 446 m                            |
| Abzweig geradeaus und ehemals nach links |                                               | nach Saint-Maurice-sur-Moselle   | nach Saint-Maurice-sur-Moselle   |
| Brücke über Wasserlauf | 29,400                                        | (Thur; 27 m)                     | (Thur; 27 m)                     |
| Brücke über Wasserlauf | 30,200                                        | (Thur; 36 m)                     | (Thur; 36 m)                     |
| Bahnhof | 30,680                                        | Oderen                           | 463 m                            |
| Kopfbahnhof Streckenende | 32,035                                        | Kruth                            | 479 m                            |

Die Bahnstrecke Lutterbach–Kruth verbindet Lutterbach mit Kruth über Thann im Elsass.
Die Strecke hatte früher im Réseau ferroviaire d’Alsace-Lorraine die Nummer 32. Die Strecke wird von Zügen der SNCF und vom Tram-Train Mulhouse–Vallée de la Thur befahren.

## Geschichte

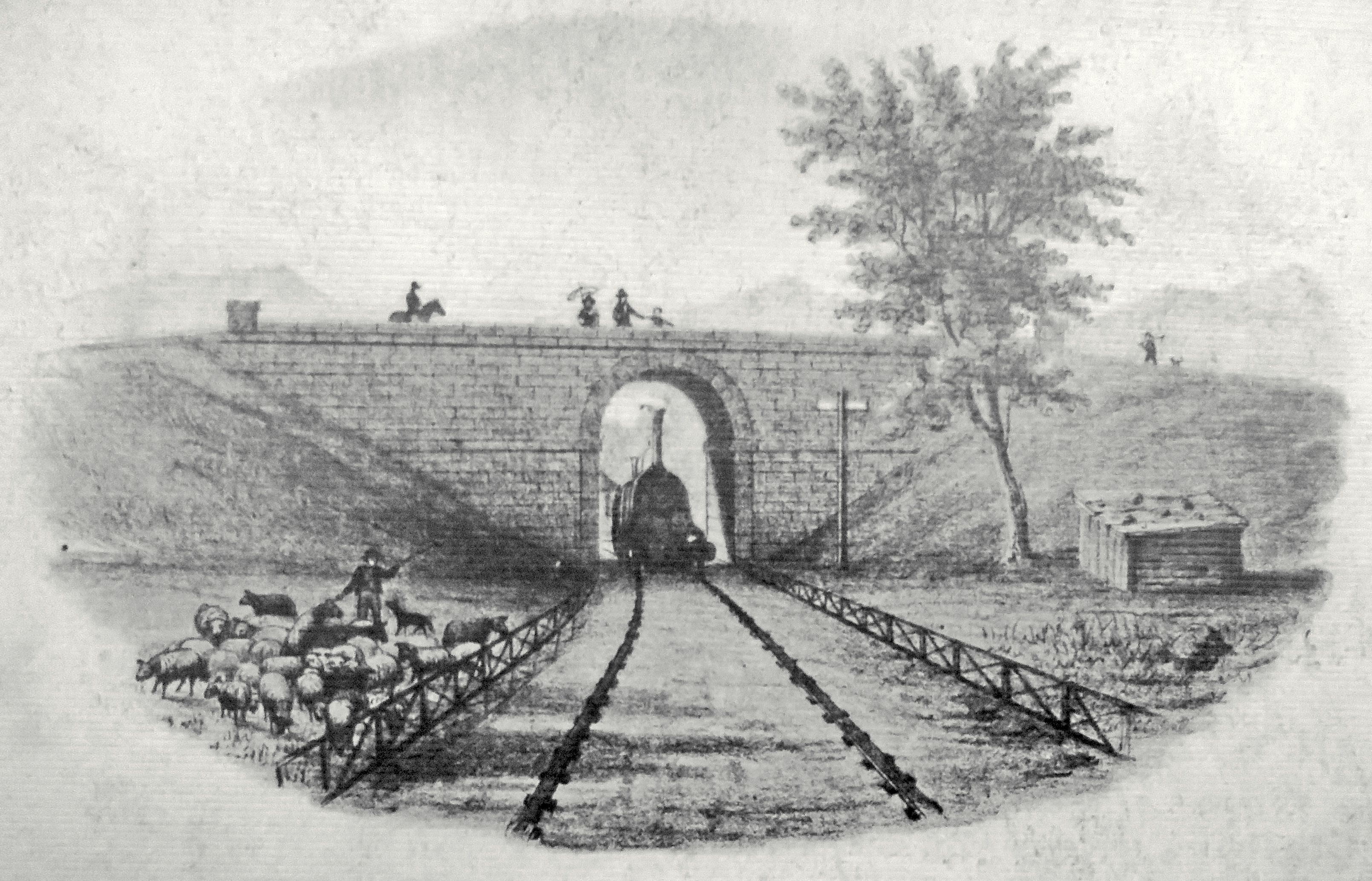
Überführung bei Cernay, Mitte 19. Jahrhundert

Die Strecke ist die dritte in Frankreich für den Personenverkehr eröffnete Bahnstrecke. Der Abschnitt Lutterbach–Thann wurde am 1. September 1839 in Betrieb genommen und durch die Industrie der Region finanziert. Der Abschnitt Thann–Wesserling wurde am 25. November 1863 und der von Wesserling nach Kruth am 2. Januar 1905 eröffnet.
Die Bauarbeiten der Bahnstrecke Saint-Maurice–Wesserling als Verlängerung der Bahnstrecke Épinal–Bussang wurden nicht beendet, wenngleich ein Tunnel unter dem Col de Bussang von 8287 Metern weit fortgeschritten und fast alle Kunstbauwerke erstellt waren. Diese Strecke wurde 1935 aufgegeben, sie hätte eine Verbindung zwischen Nancy und Mulhouse hergestellt.
Die Strecke wurde von unterschiedlichen Unternehmen unterhalten/betrieben:
- von 1839 bis 1841 Compagnie du chemin de fer Mulhouse à Thann
- von 1841 bis 1854 Compagnie du chemin de fer Strasbourg Bâle
- von 1854 bis 1871 Chemins de fer de l’Est
- von 1871 bis 1919 Reichseisenbahnen in Elsaß-Lothringen
- von 1919 bis 1938 Réseau ferroviaire d’Alsace-Lorraine
- von 1938 bis 1997 Société nationale des chemins de fer français
- seit 1997 Réseau ferré de France

Zwischen 1997 und 2000 wurde die Strecke modernisiert, 30 Millionen Euro wurden für die Erneuerung der Gleise, Bahnsteige und Bahnhöfe, ein modernes Signalsystem sowie den Bau einer zusätzlichen Ausweiche in Willer-sur-Thur investiert. Seit Dezember 2000 verkehrten auf der Strecke moderne Dieseltriebwagen von Typ X 73500, in der Hauptverkehrszeit teilweise alle 20 Minuten.
Seit dem 12. Dezember 2010 verkehren zusätzlich zu den TER Grand Est noch Tram-Trains, diese werden gemeinsam von der SNCF und Soléa, den Verkehrsbetrieben von Mulhouse betrieben. Die Tram-Trains verbinden Thann mit der Mulhouser Innenstadt.

## Infrastruktur

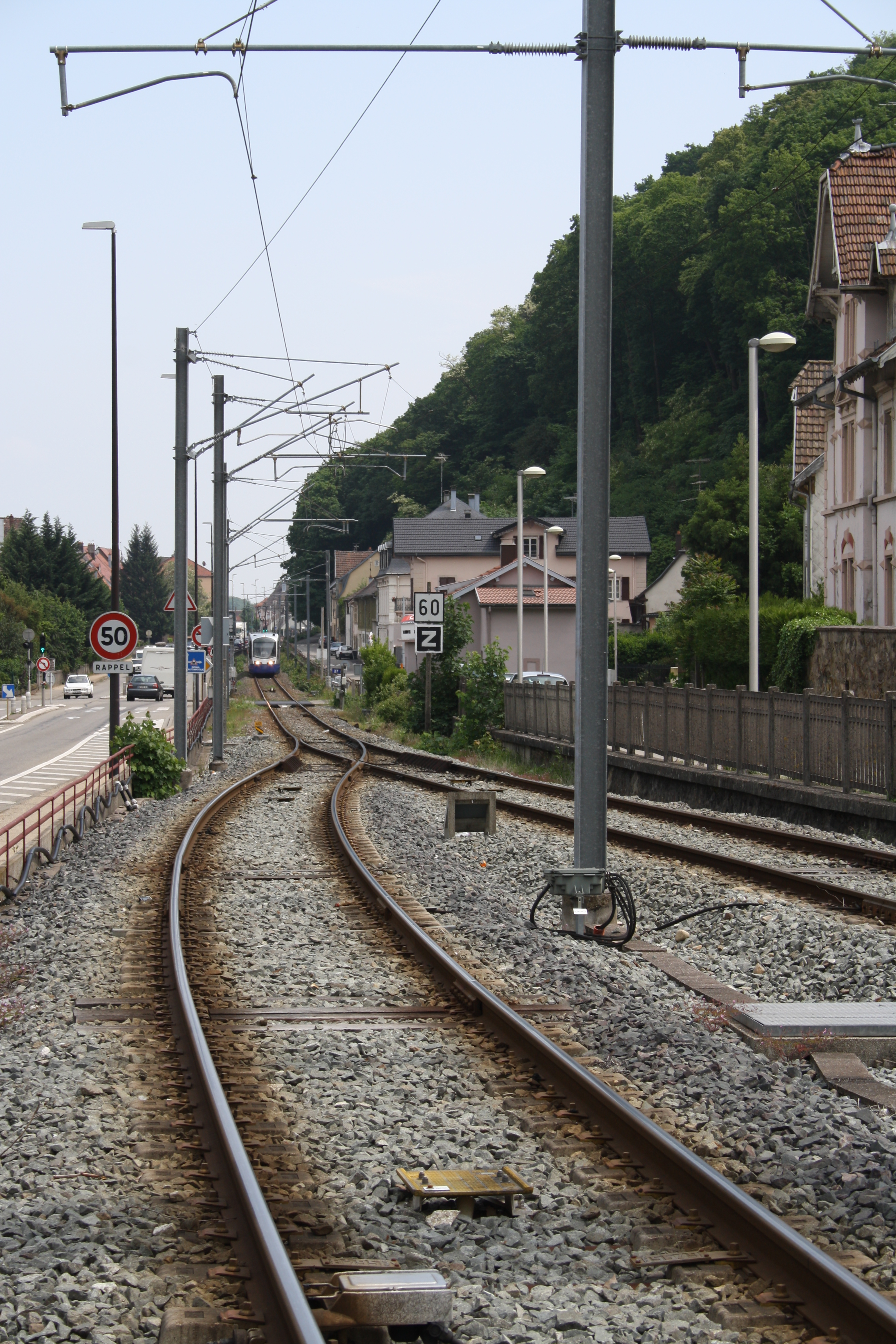
Ortsdurchfahrt Thann mit Zug des Tram-Train Mulhouse–Vallée de la Thur

Die Strecke ist eingleisig, ursprünglich war der Abschnitt Lutterbach–Cernay zweigleisig. Das Profil der Strecke hat Neigungen von bis zu 17 Promille. Die Strecke hatte drei kurze Tunnel, der von Thann wurde während der Bauarbeiten für den Tram-Train im Jahr 2009 entfernt. Es gibt keine größeren Brücken.
Der Abschnitt Lutterbach–Thann-Saint-Jacques ist, im Zuge der Inbetriebnahme im Dezember 2010 des Tram-Train Mulhouse–Vallée de la Thur, mit 25 kV 50 Hz Wechselstrom im Juli 2009 elektrifiziert worden.
Von der Strecke zweigen fünf private Gleisanschlüsse ab:
- die Chemie-Werke in Vieux-Thann, die auch heute noch bedient werden
- die Industrie-Druckerei Braun in Vieux-Thann
- das Agrochemie-Werk Corteva (ehemals DuPont) in Cernay, das nicht mehr bedient wird
- das Farbwerk Bima 83, das auch nicht mehr bedient wird
- das Sondermüll-Entsorgungs-Unternehmen Stocamine, auf dem Gebiet der Mine Joseph-Else der Mines de Potasse d’Alsace

## Bahnhöfe

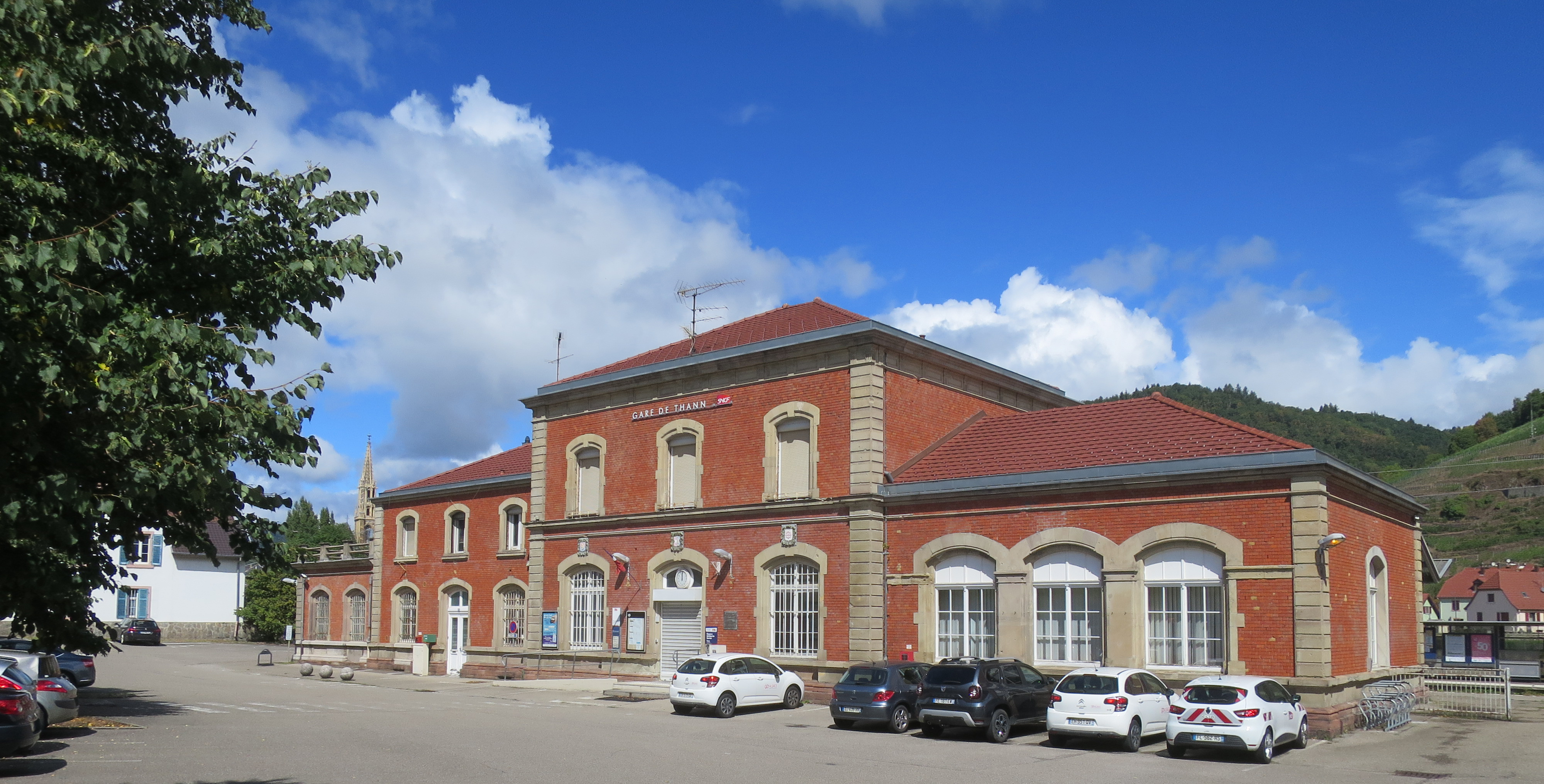
Bahnhof Thann, Straßenseite

Die Strecke besitzt 17 Bahnhöfe, die alle in Betrieb sind. Wittelsheim hat zwei Bahnhöfe auf seinem Gemeindegebiet, zum einen den Bahnhof Graffenwald, der den südlichen Teil der Gemeinde erschließt, und den Bahnhof Wittelsheim an der Bahnstrecke Strasbourg–Basel. Fellering hat auch zwei Bahnhöfe: Fellering und den Bahnhof Wesserling.
Seit der Inbetriebnahme des Tram-Train Mulhouse–Vallée de la Thur besitzt die Gemeinde Vieux-Thann zwei Bahnhöfe, die Gemeinde Thann hat jetzt drei Bahnhöfe, früher waren es zwei. Gleichzeitig wurde der Bahnhof Ranspach in Betrieb genommen, die Gemeinde musste 147 Jahre auf einen eigenen Bahnhof warten.